# Programa del Vaso de Leche
El programa del Vaso de Leche (PVL) es un programa social de asistencia alimentaria en Perú cuyo objetivo es brindar una ración diaria de alimentos a personas consideradas como población vulnerable. Como primera prioridad el programa se enfoca en niños de 0 a 6 años y madres gestantes. También se dirige a niños de 7 a 13 años, adultos mayores y personas con tuberculosis. El programa fue creado a través de la ley n. 24059 aprobada por unanimidad por el congreso el 21 de diciembre de 1984 y promulgada por el presidente Fernando Belaúnde Terry el 6 de enero de 1985.

## Antecedentes
Durante el gobierno de Salvador Allende en Chile, se implementó en 1970 un programa denominado Medio Litro de Leche enfocado a los menores de 15 años, las embarazadas y las madres lactantes del país.
En Perú, el programa surgió con el nombre original de la Taza de Leche como una iniciativa del primer Club de Madres del Perú, organización fundada en El Agustino por la aprista y dirigente social, Consuelo Torres, apodada la «Madre de los Cerros», en 1957. La iniciativa acrecentaría su apoyo gracias a la creación de la Federación del Club de Madres del Perú, también fundada por Torres, un año después. La leche (15 toneladas aprox. que se repartían entre los clubes) era traída gracias a un convenio firmado entre la Federación y el Gobierno de Holanda.
Posteriormente, fue politizado y masificado con el nombre del Vaso de Leche dentro de la campaña del candidato de Izquierda Unida a la alcaldía de la Municipalidad Metropolitana de Lima, Alfonso Barrantes Lingán, en 1983. Durante su gestión, se inauguró el programa a nivel municipal el 31 de marzo de 1984 en la ciudad de Lima y nueve meses después, en diciembre, se repartían alrededor de 600 mil raciones a las niñas y niños en la capital del país.

## Organización
El programa se financia con fondos públicos otorgados mensualmente por el Ministerio de Economía y Finanzas (MEF) a los gobiernos locales —municipalidades provinciales y distritales— en base a indicadores de pobreza determinados cada año.
En cada gobierno local —distrital o provincial— se conforma un Comité de Administración del Programa del Vaso de Leche, conformado durante dos años por el Alcalde, un funcionario municipal, un representante del Ministerio de Salud, tres representantes de la organización del Programa del Vaso de Leche (Clubes de Madres), y un representante de la Asociación de Productores Agropecuarios.

## Críticas
Se ha argumentado que la administración del programa es deficiente en su planificación, ejecución y control, además de cuestionarse la calidad y cantidad de la ración diaria para reducir la anemia en la población infantil.

### Legislación
- «Ley de Creación del Programa del Vaso de Leche (n. 24059)». Norma (Congreso de la República del Perú). 21 de diciembre de 1984.
- «Ley que Establece Normas Complementarias para la Ejecución del Programa del Vaso de Leche  (n. 27470)». Norma (Congreso de la República del Perú). 18 de mayo de 2001.

### Académica
- Cerna Herrera, Sandra Estefanía (2015). «Mujeres, leche y política: Estudio comparativo del Programa del Vaso de Leche». Trabajo preparado para su presentación en el VIII Congreso Latinoamericano de Ciencia Política. Pontificia Universidad Católica del Perú, Lima, 22 al 24 de julio de 2015.